# Yoron (Kagoshima)
Yoron (与論町, Yoron-chō) est un bourg du district d'Ōshima, dans la préfecture de Kagoshima, au Japon. Il est situé sur l'île de Yoron, dans l'archipel Satsunan.

## Géographie

### Démographie
Au 1er décembre 2014, la population de Yoron s'élevait à 5 258 habitants répartis sur une superficie de 20,49 km2.